# Ina Seeberg

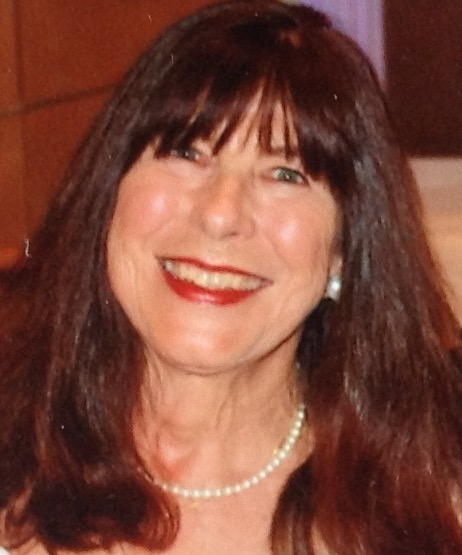
Ina Seeberg (2015)

Ina Seeberg (* 25. April 1941 in Stralsund) ist eine deutsche Malerin und Autorin.

## Leben und Wirken
Nach dem Abitur am Nicolaus-Cusanus-Gymnasium Bonn 1960 studierte sie bis 1963 Philosophie, Pädagogik und Kunstgeschichte in Bonn und in Göttingen. Von 1963 bis 1964 folgte ein Studium der Malerei an der Akademie der Bildenden Künste Nürnberg bei Hermann Wilhelm. Von 1964 bis 1976 war sie Lehrerin in Essen.
1976 nahm sie ein Studium der Visuellen Kommunikation an der Folkwang Universität der Künste in Essen bei Günter Reker auf. 1983 machte sie ihr Diplom mit Auszeichnung.
Ina Seeberg war Dozentin an der Internationalen Sommerakademie Salzburg (1984) und der Europäischen Akademie für Bildende Kunst Trier (1988). 1992 lehrte sie als Gastdozentin an der Anadolu-Universität der türkischen Stadt Eskişehir. 1995 wurde sie Gründungsmitglied der IAM Internationale Akademie Marmaris in der Türkei. Seit 1997 gibt sie dort Kunst-Workshops für Soroptimistinnen. Ab 1983 erhielt sie Einladungen zu Lesungen in Deutschland und in der Türkei. 2006 hielt sie auf Einladung der Mugla-Universität in Bodrum ein Illustrationsseminar an deren „Fakultät der Schönen Künste“ ab.
2021 entstand – anlässlich des 60-jährigen Jubiläums des deutsch-türkischen Anwerbeabkommens – das Theaterstück Gastfrau. Zwischen Heim und Weh, das auf Seebergs Buch Fatma Gül und ihre Kinder beruht. Es wurde 2022 im KKT. Kölner Künstler:innen Theater aufgeführt.
Seeberg ist verheiratet und hat zwei Kinder. Sie lebt und arbeitet in Essen.

## Ausstellungen
Verschiedene Werke Seebergs werden seit 1983 in der Großen Kunstausstellung NRW Düsseldorf gezeigt. Weitere Ausstellungsorte waren unter anderem das Dumont-Lindemann-Archiv Düsseldorf 1984, das Stedelijk Museum in Amsterdam 1986 (Einladung des Nederlandse Kring van Tekenaars), die Universitätsbibliothek Dortmund 1987, das Singer-Museum Laren in Nordholland 1988 und 1991 und das Museum Ostdeutsche Galerie in Regensburg 1987, die Galerie Jahsi Baraz Istanbul 1992, das Landesmuseum Volk und Wirtschaft Düsseldorf 1996, das Goethe-Institut in Brüssel 1990, die Hanse-Galerie Stralsund 1995, das Bürgermeisterhaus Essen 1997, die Citykirche Mannheim 2002, die Miniprint International Cadaqués in Spanien von 1996 bis 2025 und der Künstlerverein Malkasten Düsseldorf.

## Werke

### Illustrationen
- 100 Jahre Bergarbeiter-Dichtung, Asso, Oberhausen 1983. ISBN 3-921541-48-4
- Mappe „Kindergesichter“ Lithografien. Langewiesche-Brandt, Ebenhausen 1984
- Paul Ernst: Spitzbubengeschichten. Langewiesche-Brandt, Ebenhausen 2000, ISBN 3-7846-0522-2
- Paul Ernst: Komödiantengeschichten. Langewiesche-Brandt, Ebenhausen 2005, ISBN 3-7846-0514-1
- Gedichte-Kalender Kleiner Bruder. Langewiesche-Brandt, Ebenhausen 1996–2009, ISBN 3-7846-0177-4
- Gedichte-Kalender Kleiner Bruder. C.H Beck, München 2010–2018, ISBN 978-3-406-69241-3
- Reihe dtv-zweisprachig. Deutscher Taschenbuch-Verlag, München.
  - Türkische Sprichwörter. 1996, ISBN 978-3-423-09354-5
  - Erste türkische Lesestücke. 2008, ISBN 978-3-423-09482-5
  - Die besten Geschichten von Nasreddin Hodscha. 2014, ISBN 978-3-423-09521-1

### Sonstiges
- Kunst am Bau – Gestaltung eines Ärztehauses in Essen, 2011.[3]

## Auszeichnungen
- Literaturpreis für Prosa der Künstlergilde, 1997

## Sonstiges
- Kurt Löb: mens ziet mens. Gaade, Amsterdam 1988, 2000.
- Mitglied im VS (Verband deutscher Schriftsteller) und im Künstlerverein Malkasten